# E̮
Cette page contient des caractères spéciaux ou non latins. S’ils s’affichent mal (▯, ?, etc.), consultez la page d’aide Unicode.
E̮ (e̮ en minuscule), appelé e brève souscrite, est un graphème utilisé dans la romanisation du kharoṣṭhī ou dans l’alphabet phonétique ouralien. Il s’agit de la lettre E diacritée d’une brève souscrite.

## Utilisation
Dans l’alphabet phonétique ouralien, e̮ représente une voyelle e centralisée ou postérieure.

## Représentations informatiques
Le E brève souscrite peut être représenté avec les caractères Unicode suivants (latin de base, diacritiques) :
| formes    | représentations | chaînes de caractères | points de code | descriptions                                          |
| --------- | --------------- | --------------------- | -------------- | ----------------------------------------------------- |
| capitale  | E̮               | E◌̮                    | U+0045 U+032E  | lettre majuscule latine e diacritique brève souscrite |
| minuscule | e̮               | e◌̮                    | U+0065 U+032E  | lettre minuscule latine e diacritique brève souscrite |

## Sources
- (en) Federico Dragoni, Niels Schoubben et Michaël Peyrot, « The Formal Kharoṣṭhī script from the Northern Tarim Basin in Northwest China may write an Iranian language », Acta Orientalia Hung, vol. 73, no 3,‎ 2020, p. 335-373 (DOI 10.1556/062.2020.00015, researchgate.net, universiteitleiden.nl)